# Gominjak
Gominjak je nenaseljeni otočić u hrvatskom dijelu Jadranskog mora.
Njegova površina iznosi 0,244 km². Dužina obalne crte iznosi 3,03 km.